# Ampang Jaya
Ampang Jaya – miasto w Malezji w stanie Selangor. Według danych szacunkowych na rok 2007 liczy 721 411 mieszkańców. Ośrodek przemysłowy.